# Lucanus kraatzi
Lucanus kraatzi là một loài bọ cánh cứng trong họ Lucanidae. Loài này được Nagel mô tả khoa học năm 1926.